# Live in Macedonia
Live in Macedonia је трећи уживо албум македонске групе Леб и сол. Материјал је сниман током повратничке турнеје 2006. Албум је изашао 2006. године у издању Авалон продукције.

## О албуму
Албум садржи 19 песама уживо извођене на концертима 2006. Ово је први албум који је изашао на ДВД-у. Поводом овог албума је снимљен документарац и спот за обраду песме Распукала Шар Планина.